# Лосинка
Лосинка (Лосінка, пол. Łosinka) — село в Польщі, у гміні Нарва Гайнівського повіту Підляського воєводства. Населення — 197 осіб (2011).

## Історія
Засноване у другій половині XVIII століття. Належало Нільському лісництву.
У 1975—1998 роках село належало до Білостоцького воєводства.

## Демографія
Жителі села розмовляють перехідною українсько-білоруською говіркою.
Демографічна структура станом на 31 березня 2011 року:
|          | Загалом | Допрацездатний вік | Працездатний вік | Постпрацездатний вік |
| -------- | ------- | ------------------ | ---------------- | -------------------- |
| Чоловіки | 93      | 19                 | 55               | 19                   |
| Жінки    | 104     | 16                 | 47               | 41                   |
| Разом    | 197     | 35                 | 102              | 60                   |

## Релігія
У селі міститься парафіяльна церква святого Апостола Якова та цвинтарна каплиця святого Юрія.